# حشره‌خوار دندان‌سفید آفریقای شمالی
 حشره‌خوار دندان‌سفید آفریقای شمالی (نام علمی: Crocidura pachyura) نام یک گونه از سرده حشره‌خوارهای دندان‌سفید است.